# Dichodontus denticornis
Dichodontus denticornis är en skalbaggsart som beskrevs av Voirin 1996. Dichodontus denticornis ingår i släktet Dichodontus och familjen Dynastidae. Inga underarter finns listade i Catalogue of Life.